# VdB 36
vdB 36 è una nebulosa a riflessione visibile nella costellazione di Orione.
Si tratta del vasto sistema di gas e polveri illuminate dall'intensa radiazione di Rigel, la supergigante blu che costituisce il vertice sudoccidentale della figura di Orione. Questa nube si estende per alcuni gradi attorno alla stella e comprende lo stesso banco di gas che a nordovest di Rigel dà origine alla famosa Nebulosa Testa di Strega. Parte del gas della regione si unisce al vasto sistema nebuloso che compone l'Anello di Barnard, una semicirconferenza di gas ionizzato che delimita una grande superbolla originata probabilmente dall'intenso vento stellare delle stelle più massicce dell'associazione Orion OB1, nel complesso nebuloso molecolare di Orione, a circa 600 anni luce da Rigel. La distanza della nube vdB 36 dal sistema solare è approssimativamente la stessa di quella di Rigel, circa 800 anni luce.